# 拉梅尼耶尔
拉梅尼耶尔（法語：La Mesnière，法語發音：[la mɛnjɛʁ] ⓘ）是法国奥恩省的一个市镇，属于莫尔塔涅欧佩什区。

## 地理
拉梅尼耶尔（48°31'26"N, 0°25'59"E）面积12.26 平方千米，位于法国诺曼底大区奧恩省，该省份为法国西北部内陆省份，北起顺时针与卡爾瓦多斯省、厄尔省、厄尔-卢瓦省、萨尔特省、马耶讷省和芒什省接壤。
与拉梅尼耶尔接壤的市镇（或旧市镇、城区）包括：比尔、奥埃讷河畔巴佐什、博埃塞、比雷、库利梅、萨尔特河畔库隆日、库尔茹、圣康坦德布拉武。

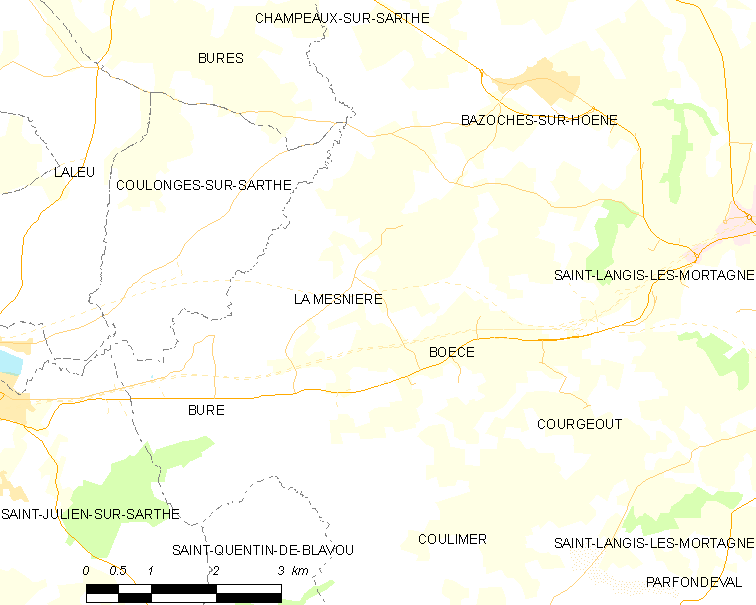
拉梅尼耶尔的OSM定位图

拉梅尼耶尔的时区为UTC+01:00、UTC+02:00（夏令时）。

## 行政
拉梅尼耶尔的邮政编码为61560，INSEE市镇编码为61277。

## 政治
拉梅尼耶尔所属的省级选区为莫尔塔涅欧佩什县。

## 人口

1962-2008年间拉梅尼耶尔人口变化图示

拉梅尼耶尔于2022年1月1日时的人口数量为277人。